# A Pup Named Scooby Doo
A Pup Named Scooby Doo američki je animirani serijal, osmi iz serije Scooby Doo, stvoren u studiju Hanna-Barbera i premijerno prikazivan na televizijskoj postaji ABC od 10. rujna 1988. do 17. kolovoza 1991. Uključuje 27 epizoda (4 sezone). U ovom su serijalu Scooby, Shaggy, Velma, Fred i Daphne djeca i rješavaju zagonetke u svojem gradu Coolsvilleu.

## Glasovi
- Don Messick kao Scooby Doo
- Casey Kasem kao Shaggy Rogers
- Carl Steven kao Fred Jones
- Christina Lange kao Velma Dinkley
- Kellie Martin kao Daphne Blake
- Scott Menville kao Red Herring

## Popis epizoda
| Broj                   | Naziv                                    | Zločinac                   |
| PRVA SEZONA (1988.)    | PRVA SEZONA (1988.)                      | PRVA SEZONA (1988.)        |
| ---------------------- | ---------------------------------------- | -------------------------- |
| 01                     | A Bicycle Built For Boo!                 | Zeleni duh                 |
| 02                     | The Sludge Monster From the Earth’s Core | Čudovište iz mulja         |
| 03                     | Wanted Cheddar Alive                     | Čudovište od sira          |
| 04                     | The Schnook Who Took My Comic Book       | Dr. Croaker                |
| 05                     | For Letter or Worse                      | Duh Al Cabonea             |
| 06                     | The Babysitter From Beyond               | Boogedy Bones              |
| 07                     | Now Museum, Now You Don’t                | Duh samuraj                |
| 08                     | Snow Place Like Home                     | Ledeni demon               |
| 09                     | Scooby Dude                              | Bezglavi skejter           |
| 10                     | Ghost Who’s Coming For Dinner            | Duh pirata Boobearda       |
| 11                     | The Story Stick                          | Čudovište totem            |
| 12                     | Robopup                                  | Duh šefa Pierrea           |
| 13                     | Lights … Camera … Monster                | Stinkweed                  |
| DRUGA SEZONA (1989.)   |                                          |                            |
| 14                     | Curse of the Collar                      | Duh Bustera McMuttmaulera  |
| 15                     | The Return of Commander Cool             | Izvanzemaljac              |
| 16                     | The Spirit of Rock'n'Roll                | Duh Purvisa Parkera        |
| 17                     | Chickenstein Lives                       | Chickenstein               |
| 18                     | Night of the Living Burger               | Čudovište burger           |
| 19                     | The Computer Walks Among Us              | Čudovište računalo         |
| 20                     | Dog Gone Scooby                          | Ludi znanstvenik           |
| 21                     | Terror, Thy Name is Zombo                | Zombo, fantomski klaun     |
| TREĆA SEZONA (1990.)   |                                          |                            |
| 22a                    | Night of the Boogey Biker                | Biciklist                  |
| 22b                    | Dawn of the Spooky Shuttle Scare         | Duh iz svemirske letjelice |
| 23                     | Horror of the Haunted Hairpiece          | Bigwig, ukleta perika      |
| 24                     | Wrestle Maniacs                          | Krava                      |
| ČETVRTA SEZONA (1991.) |                                          |                            |
| 25                     | The Were-Doo of Doo Manor                | Nasty-Doo the Were-Doo     |
| 26a                    | Catcher on the Sly                       | Buster McMuttmauler        |
| 26b                    | The Ghost of Mrs. Shusham                | Duh gđe Shusham            |
| 26c                    | The Wrath of Waitro                      | Waitro, zli kuhar          |
| 27                     | The Mayhem of the Moving Mollusk         | Veliki puž                 |

## DVD izdanja u Hrvatskoj

### Distribucija Continental film
- Scooby Doo i vukodlaci (DVD; jedna epizoda: 25)